# South Pacific
South Pacific er en amerikansk musical skrevet i 1949. Musikken er skrevet af Richard Rodgers og sangteksterne af Oscar Hammerstein II. Stykket er skrevet af Hammerstein og Joshua Logan og er baseret på en samling af James Micheners erindringer fra Stillehavet under 2. Verdenskrig.
Stykkets omdrejningspunkt er en kærlighedsaffære mellem en amerikansk sygeplejerske og en midaldrende fransk plantageejer på en Stillehavsø under krigen. Den indeholder også en bihistorie om en ung amerikansk løjtnant, der forelsker sig i en lokal pige, men som frygter for de sociale konsekvenser, et ægteskab med en af anden race kunne medføre.
Musicalen havde urpremiere på Broadway den 7. april 1949 med Mary Martin og Ezio Pinza i hovedrollerne. Forestillingen blev en stor succes, og den blev spillet 1295 gange.
I 1958 blev musicalen filmatiseret med Mitzi Gaynor og Rossano Brazzi i hovedrollerne.
Stykkets mest kendte sang er Some Enchanted Evening, der synges af den mandlige hovedperson, Emile de Becque.